# クラリネット協奏曲 (ニールセン)
クラリネット協奏曲（クラリネットきょうそうきょく、デンマーク語: Koncert for Klarinet og Orkester）作品57、FS.129は、1928年8月15日に完成したカール・ニールセンの最後の協奏曲であり、またニールセンのオーケストラを使用した本格的な最後の作品でもある。
以前に作曲した2つの協奏曲、ヴァイオリン協奏曲、フルート協奏曲が2楽章制であるのに対し、この作品は単一楽章で書かれている。

## 概要
ニールセンは1922年、親しかったコペンハーゲン管楽五重奏団のために管楽五重奏曲を作曲して成功を収め、その後、団員全員のために協奏曲を作曲する計画を立てた。最初にフルート協奏曲を完成させ、その後、この計画の第2弾として完成したのがこのクラリネット協奏曲である。同管楽五重奏団のクラリネット奏者、オーゲ・オクセンヴァドに献呈され、1931年にダニア（Dania）社から出版された。
フルート協奏曲と同じく楽器編成が特徴的であり、オーケストラ編成が小規模である。また、打楽器にティンパニを使用せず小太鼓のみを使用していることも風変わりである。しかし、この編成のおかげで極めて濃密な室内楽風の曲想を実現している。また調的には不安定で、ヘ調とホ調を中心に揺れ動いたり衝突したりを繰り返し、随所に辛辣な響きが聴かれる。
独奏は演奏困難であり、献呈されたオクセンヴァドは「こんな曲を作るニールセンは、さぞかしクラリネットが上手なのだろうな」と皮肉を言ったという逸話が存在する。ニールセンは、クラリネットという楽器の性格を「まったく同時に、完全なヒステリーに陥ったり、バルサムとなって癒したり、油を差していない路面電車のレールのように軋んだりする」と述べており、クラリネットの美しいだけではない多面性を取り上げることがニールセンの意図の一つでもあった。

## 初演
非公開の初演が1928年9月14日、オクセンヴァドの独奏、エミール・テルマニーの指揮で行われている。その後、同じメンバーで同年10月2日、コペンハーゲンにて公開初演が行われた。
『ポリティケン』紙は作品について「...彼はクラリネットの魂を解き放った。野生の動物のような面を解き放っただけでなく、特別な種類の無慈悲な詩を解き放った。このような作品は、おそらく、このクラリネット協奏曲だけであろう。オクセンヴァドの調べは、トロルや巨人を思わせる。彼の響きには、素朴なデンマークの温和さと混じった、がっしりとした原始的な力がある。間違いなくニールセンはこの協奏曲を作曲する時に、オクセンヴァドの独特なクラリネットの調べを頭に描いていたにちがいない」と書いている。
一方で、ヴィルヘルム・ペッテション＝ベリエルは、クラリネットの独奏パートについて、「甲高く笑い、勝ち誇り、さえずり、うめき、苦しむ」と否定的な評価を下しており、必ずしも無条件に高く評価されていたわけではない。

## 楽器編成
独奏クラリネット（イ調）
ファゴット2、ホルン2、小太鼓、弦5部

## 曲の構成
演奏時間は25分前後。単一楽章で書かれているが、
1. アレグレット・ウン・ポコ
2. ポコ・アダージョ
3. アレグロ・ノン・トロッポ
4. アレグロ・ヴィヴァーチェ

の4つの部分に分け、通常の4楽章構成（ソナタ楽章、緩徐楽章、スケルツォ、フィナーレ）に対応させて考えることができる。